# Catocala amasia
Catocala amasia är en fjärilsart som beskrevs av Smith och John Abbot 1797. Catocala amasia ingår i släktet Catocala och familjen nattflyn. Inga underarter finns listade i Catalogue of Life.